# Harada Taku
Taku Harada (sinh ngày 27 tháng 10 năm 1982) là một cầu thủ bóng đá người Nhật Bản.

## Sự nghiệp câu lạc bộ
Taku Harada đã từng chơi cho Nagoya Grampus Eight, Oita Trinita, Kawasaki Frontale và Roasso Kumamoto.